# Жібіані
Жібіані (груз. ჟიბიანი) — село в Грузії.
За даними перепису населення 2014 року в селі проживає 87 осіб.